# بئر مراد رايس
بئر مراد رايس مدينة وبلدية جزائرية تابعة لولاية الجزائر هي بلدية ومقر دائرة التي تحمل نفس الاسم.
وتعد أكبر المقاطعات الإدارية لولاية الجزائر
- عدد سكان الدائرة في 2008 45 345
- عدد سكان البلدية في 2006 70,888 ن
- الرمز البريدي 16300

## الموقع
يحد بلدية بئر مراد رايس من الشمال بلدية المرادية وبلدية المدنية، ومن الجنوب بلدية بئر خادم ومن الشرق بلدية القبة، أما من الغرب فتحدها حديقة الحيوانات بن عكنون وبلدية حيدرة وتشترك في العديد من الأحياء مع بلدية حيدرة ومنها سيدي يحي وسعيدحمدين وle oasis.
| المدنية | حيدرة، المرادية | حيدرة  |
| القبة   | إسم ؟           | درارية |
|         | بئر خادم        |        |

## النشأة
تعود نشأة بلدية بئر مراد رايس إلى سنة 1841 وقد كانت تدعى آنذاك بيرموندرايس (بالفرنسية: Birmandreis)‏، وهو تحريف للتسمية العربية بئر مراد رايس نسبة لأحد البحارة الجزائريين المشهورين في القرن السابع عشر والمدعو الرايس مراد والذي تروى حوله الكثير من الحكايات والأساطير ومنها أنه هو من حفر البئر الموجد في قلب المدينة وكان يصعد من البحر متوجها إلى دلك المكان ليستريح فيه وهو من أصل هولندي اعتنق الإسلام وإلتحق بالجيش العتماني بعد أن تم أسره في إحدى المعارك وإستقر في الجزائر. ثم أعيد تصحيح تسميتها من جديد خلال مداولات المجلس الشعبي البلدي سنة 1980.وهي تقع حوالي 7 كلم جنوب الجزائر وعلى ارتفاع 75 متر فوق سطح البحر. وتشتهر البلدية بوادي المرأة المتوحشة (Le Ravin de la Femme Sauvage) والذي تروى حوله الكثير من الحكايات والأساطير.
بئر مراد رايس هي إحدى أكبر المقاطعات الإدارية لولاية الجزائر
وهناك العديد من الأحياء الشعبية على الرغم من أن البلدية تعدّ من أرقى بلديات العاصمة ومن هده الأحياء حي لاكونكورد وحار قدور ومن أشهر شوارعها شارع سعيد حمدين وطريق سيدي يحيا وتعدّ أحياء بئرمرادرايس من أقدم الأحياء العاصمية وتوجد فيها بنايات تعود لعهد الاستعمار الفرنسي والعهد العتماني منها قصرالباي الدي أهداه اللجأة اليابنية وما قبل العهد العتماني منها الكهوف المنقوشة la colonne voirol وضريح الولي الصالح يحي الدي كان تابع لبدية حيدرة وأصبح تابع لبدية بئرمراد رايس هو من أقدم المعالم
تعدّ بئرمراد رايس أول مدخل للعاصمة من الجنوب وهي بمتابت باب الدخول للعاصمة بالنسبة للقادمين من الجنوب
لقلب العاصمة خمسة أبواب هي (باب الواد، باب عزون، باب دزيرة، باب البحر وباب الجديد) وللجزائر العاصمة ستة أبواب هي: من الشرق حسين داي والقبة من الجنوب بئرمرادرايس ودالي براهيم ومن الغرب عين بنيان
- المساحة : 415 هكتار - الكثافة السكانية : 6303.52 نسمة/كلم². 
- عدد السكنات : 7296 مسكنا. - عدد البنايات : 3097

## الهياكل
- عدد المدارس الابتدائية : 16
- عدد الإكماليات : 05
- - عدد الثانويات : 02.
- - عدد المعاهد : 02
- عدد المراكز الصحية : 03 -
- عدد العيادات متعددة الخدمات : 02
- عدد العيادات : 02
- - عدد المساجد : 05
- - عدد المكتبات البلدية : 01
- - عدد الملاعب : 01
- معهد الموسيقى : 01

## مواضيع ذات صلة
- تاريخ ولاية الجزائر
- بلديات ولاية الجزائر
- دوائر ولاية الجزائر